# Fantasy Bishōjo Juniku Ojisan to
Isekai Bishōjo Juniku Ojisan to (異世界美少女受肉おじさんと lit. Junto a un imprudente en otro mundo como una chica hermosa?), también conocida como Fantasy Bishōjo Juniku Ojisan to y de forma abreviada como Fabiniku Ojisan to ◯◯ (ファ美肉おじさんと◯◯?), es una serie de manga japonesa escrita por Yū Tsurusaki e ilustrada por Shin Ikezawa. Se ha serializado en línea a través de la aplicación Cycomi de Cygames desde el 18 de noviembre de 2019 y Shōgakukan lo ha recopilado en quince volúmenes tankōbon hasta el momento. Una adaptación de la serie a anime producido por el estudio OLM se estrenó el 12 de enero de 2022.

## Sipnosis
Hinata Tachibana, un impopular asalariado oficinista de 32 años, y su apuesto mejor amigo Tsukasa Jinguuji fueron invocados a otro mundo debido a los caprichos de una diosa desnuda. Mientras que Tsukasa ha sido transportado sin cambios, Hinata tiene ahora el cuerpo de una hermosa chica. Para recuperar su cuerpo masculino, debe emprender una aventura con su amigo para derrotar al señor de los demonios del mundo.

## Personajes
Hinata Tachibana (橘 日向 Tachibana Hinata?)
 Seiyū: Mao Ichimichi (mujer), Kent Itō (hombre)
El personaje principal de esta obra. Un oficinista mediocre de 32 años. La diosa remodela su cuerpo como una hermosa chica rubia  y es trasladada a otro mundo con Tsukasa. Posee el emblema de la diosa en la nuca escondida en el cabello. Posee una habilidad de Belleza que embelesa a cualquiera con solo mirarla. Más adelante la Diosa lo convierte en un hombre rubio apuesto, lo que hace que las mujeres que lo rodean se sientan atraídas por él.
Tsukasa Jingūji (神宮寺 司 Jingūji Tsukasa?)
 Seiyū: Satoshi Hino
El apuesto mejor amigo de Hinata. Al igual que Hinata, es trasladado a otro mundo. Posee una fuerza sobrehumana, pero tiene problemas para socializar. Debido a que siempre fue popular entre las mujeres, Hinata sentía celos hacia él. La bendición "cuerpo ideal" dada por la diosa le otorga un gran poder físico y resistencia, sin embargo, se debilita si se aleja demasiado de Hinata. También puede invocar la puerta del apartamento de Hinata con la habilidad "Puerta al Paraíso". Tiempo después, cuando se reencuentra con la Diosa, Tsukasa es transformado en una hermosa chica de cabello negro. Desde entonces, ha estado usando una chaqueta como una capa y usa un escudo tipo capa para evitar ser visto.
Diosa del amor y la belleza (愛と美の女神 Ai to Bi no Megami?)
 Seiyū: Rie Kugimiya
La diosa encargada de traer a Hinata y Tsukasa al otro mundo.
Telolilo Lilili Lu (ティロリロ・リリリ・ルー Tiroriro Ririri Rū?)
 Seiyū: Yukiyo Fujii
Es la reina elfo de los bosques. Altamente orgullosa de su belleza, vivía una vida pacífica en su reino hasta que un día, vio como su preciado bosque había sido consumido por un incendio provocado por Tsukasa y Hinata, lo que desencadena su ira e inmediatamente emprende un viaje para encontrarlos y vengarse de ellos.
Satina (サテイナ Sateina?)
 Seiyū: Hikaru Tōno
Ultina (ウルティナ Urutina?)
 Seiyū: Amane Shindō
Narrador (ナレーション Narēshon?)
 Seiyū: Masashi Ebara

## Media

### Manga
La serie de manga está escrita por Yū Tsurusaki e ilustrada por Shin Ikezawa. Se ha serializado en línea a través de la página web Cycomi deCygames desde el 18 de noviembre de 2019. Shōgakukan está publicando la serie en volúmenes tankōbon. El primer volumen se publicó el 17 de abril de 2020, y hasta el momento se han lanzado quince volúmenes.
| Volúmenes de manga publicados | Volúmenes de manga publicados | Volúmenes de manga publicados |
| Número                        | Fecha de publicación          | ISBN                          |
| ----------------------------- | ----------------------------- | ----------------------------- |
| 1                             | 17 de abril de 2020           | ISBN 978-4-09-850102-1        |
| 2                             | 18 de septiembre de 2020      | ISBN 978-4-09-850254-7        |
| 3                             | 19 de febrero de 2021         | ISBN 978-4-09-850444-2        |
| 4                             | 19 de mayo de 2021            | ISBN 978-4-09-850541-8        |
| 5                             | 18 de octubre de 2021         | ISBN 978-4-09-850656-9        |
| 6                             | 19 de enero de 2022           | ISBN 978-4-09-850778-8        |
| 7                             | 17 de junio de 2022           | ISBN 978-4-09-851093-1        |
| 8                             | 17 de noviembre de 2022       | ISBN 978-4-09-851379-6        |
| 9                             | 18 de abril de 2023           | ISBN 978-4-09-851558-5        |
| 19                            | 19 de julio de 2023           | ISBN 978-4-09-852545-4        |
| 11                            | 19 de diciembre de 2023       | ISBN 978-4-09-853067-0        |
| 12                            | 18 de abril de 2024           | ISBN 978-4-09-853231-5        |
| 13                            | 19 de agosto de 2024          | ISBN 978-4-09-853514-9        |
| 14                            | 19 de diciembre de 2024       | ISBN 978-4-09-853787-7        |
| 15                            | 17 de abril de 2025           | ISBN 978-4-09-854063-1        |
| 16                            | 19 de septiembre de 2025      | ISBN 978-4-09-854227-7        |

### Anime
Se anunció una adaptación de la serie a anime el 17 de mayo de 2021. Está producida por el estudio OLM y dirigida por Sayaka Yamai, con Toshimitsu Takeuchi a cargo de los guiones de la serie, Aoi Yamato diseñando los personajes y Takeshi Watanabe componiendo la música. Está programado para estrenarse en enero de 2022 en TV Tokyo y BS TV Tokyo. El tema de apertura es «Akatsuki no Salaryman» (暁のサラリーマン?  lit. Asalariado al amanecer) interpretado por Yoshiki Fukuyama, mientras que el tema de cierre es «“FA“NTASY to!» (“FA“NTASY と！?) interpretado por Luce Twinkle Wink.
| N.º | Título original en japonés | Fecha de estreno      |
| --- | --- | --------------------- |
| 1 | «El señor que renació como un bombón y el otro señor» «Fabiniku Ojisan to Ojisan» (ファ美肉おじさんとおじさん)                       | 11 de enero de 2022   |
| Jinguuji y Tachibana son dos amigos con un éxito totalmente dispar entre las mujeres. Un día se les aparece una mujer y cambiará sus vidas para siempre.      | |                       |
| 2 | «El señor que renació como un bombón con una belleza sin par» «Fabiniku Ojisan to Zessei no Bibō» (ファ美肉おじさんと絶世の美貌)     | 18 de enero de 2022   |
| Tachibana empieza a ver poco a poco la magnitud de su poder y descubre algo de vital importancia para Jinguuji.                                               | |                       |
| 3 | «El señor que renació como un bombón y la elfa furiosa» «Fabiniku Ojisan to Ikari no Erufu» (ファ美肉おじさんと怒りのエルフ)         | 25 de enero de 2022   |
| Jinguuji comete un ligero error y eso hace que una elfa del bosque enfurezca. No obstante, lejos de disculparse, Jinguuji pasa a la acción.                   | |                       |
| 4 | «El señor que renació como un bombón y el espadachín negro» «Fabiniku Ojisan to Kuro no Kenshi» (ファ美肉おじさんと黒の剣士)         | 1 de febrero de 2022  |
| Mientras nuestros protagonistas recorren una ciudad, se encuentran con un autoproclamado héroe que fue invocado por la diosa: Schwartz.                       | |                       |
| 5 | «El señor que renació como un bombón y la armadura andante» «Fabiniku Ojisan to Ugoku Yoroi» (ファ美肉おじさんと動く鎧)              | 8 de febrero de 2022  |
| Tras conocer a Schwartz, nuestros protagonistas siguen adelante para cumplir una misión y se cruzan con una armadura gigante con un poder inmenso.            | |                       |
| 6 | «El señor que renació como un bombón y el espíritu libre» «Fabiniku Ojisan to Jiyūjin» (ファ美肉おじさんと自由人)                    | 15 de febrero de 2022 |
| Todos descubren que Schwartz sí que es un héroe de verdad al que invocó una diosa y se quedan realmente sorprendidos.                                         | |                       |
| 7 | «El señor que renació como un bombón y el calamar a las brasas» «Fabiniku Ojisan to Ika Faiyā» (ファ美肉おじさんとイカファイヤー)    | 22 de febrero de 2022 |
| Jinguuji empieza a buscar desesperadamente a Tachibana, pero antes de eso encuentra a otra vieja conocida, quien le explica la situación.                     | |                       |
| 8 | «El señor que renació como un bombón y una decisión» «Fabiniku Ojisan to Sentaku» (ファ美肉おじさんと選択)                           | 1 de marzo de 2022    |
| Jinguuji y Tachibana prosiguen su camino, ahora acompañados de Shen. Una vez allí, encontrarán un templo dedicado a la diosa.                                 | |                       |
| 9 | «El señor que renació como un bombón y una chica preciosa» «Fabiniku Ojisan to Bishōjo» (ファ美肉おじさんと美少女)                   | 8 de marzo de 2022    |
| Tras la audiencia con el rey, el poder de Tachibana surte un gran efecto, pero eso hace que nuestros dos protagonistas vuelvan a discutir.                    | |                       |
| 10 | «El señor que renació como un bombón y los rebeldes» «Fabiniku Ojisan to Hanran» (ファ美肉おじさんと反乱)                            | 15 de marzo de 2022   |
| La rebelión de la princesa sigue su curso, y además cuenta con el abrumador poder de Tachibana. Pero el rey no se quedará de brazos cruzados y buscará ayuda. | |                       |
| 11 | «El señor que renació como un bombón y un arma para la batalla final» «Fabiniku Ojisan to Kessen Heiki» (ファ美肉おじさんと決戦兵器) | 22 de marzo de 2022   |
| Ahora que tienen bajo control a la princesa y Tachibana, el enemigo puede hacer uso del arma definitiva del reino para destruirlo todo.                       | |                       |
| 12 | «El señor que renació como un bombón y…» «Fantajī Bishōjo Juniku Ojisan to» (異世界美少女受肉おじさんと)                             | 29 de marzo de 2022   |
| Jinguuji ya sabe qué es lo que tiene que hacer si quiere aplacar la ira de Tachibana y así resolver el acuciante problema que se cierne sobre el reino.       | |                       |

## Recepción
La serie ocupó el puesto 19 en el Next Manga Award 2020 en la categoría de manga web.